# 고열창
고열창(高說昌, ?~?)은 발해의 관료이다.

## 생애
문왕 시기에 일본에 사신으로 갔다. 하지만 일본에서는 그가 가져온 국서가 전례에 어긋난다고 하면서 받지 않았고, 그가 축자도를 경유하여 오지 않았다며 불만을 드러냈다. 또한 철리부의 관료가 그보다 위에 앉으려 하자 일본 내에서는 그들의 지위를 서로 다르게 했다.

## 참고 자료
- 유, 득공 (1784). 《발해고》. 신고(臣考).